# Huyton
Huyton är en ort i Storbritannien.   Den ligger i distriktet Knowsley i Merseyside i riksdelen England, i den centrala delen av landet, 280 km nordväst om huvudstaden London. Huyton ligger 40 meter över havet och antalet invånare är 54 738.
Terrängen runt Huyton är platt, och sluttar söderut. Runt Huyton är det mycket tätbefolkat, med 1 266 invånare per kvadratkilometer. Närmaste större samhälle är Liverpool, 9,2 km väster om Huyton. Runt Huyton är det i huvudsak tätbebyggt.